# Янушковицька сільська рада
Янушковицька сільська рада — (біл. Янушкавіцкі сельсавет), адміністративно-територіальна одиниця в складі Логойського району розташована в Мінській області Білорусі. Адміністративний центр — Янушковичі.
Янушковицька сільська рада розташована на межі центральної Білорусі, в північній частині Мінської області орієнтовне розташування — супутникові знимки [Архівовано 25 грудня 2018 у Wayback Machine.], на північний схід від Логойська.
До складу сільради входять такі населені пункти:
- Айнаровичі
- Вільхівка
- Оскришина
- Бобри
- Великі Бесіди
- Бориски
- Бояри
- Бухновичі
- Вепрати
- Дашки
- Дениски
- Жабичі
- Жиличі
- Коніковичі
- Калачі
- Карпилівка
- Козлівщина
- Комуна
- Кременець
- Малі Бесіди
- Малі Янушковичі
- Мочулище
- Мишиці
- Мишковичі
- Павленяти
- Паниші
- Подворяне
- Ратьковичі
- Серпищина
- Стайки
- Слижино
- Совденевичі
- Трусовичі
- Хоружинці
- Якубовичі Борові
- Якубовичі Горові
- Янушковичі